# Župė

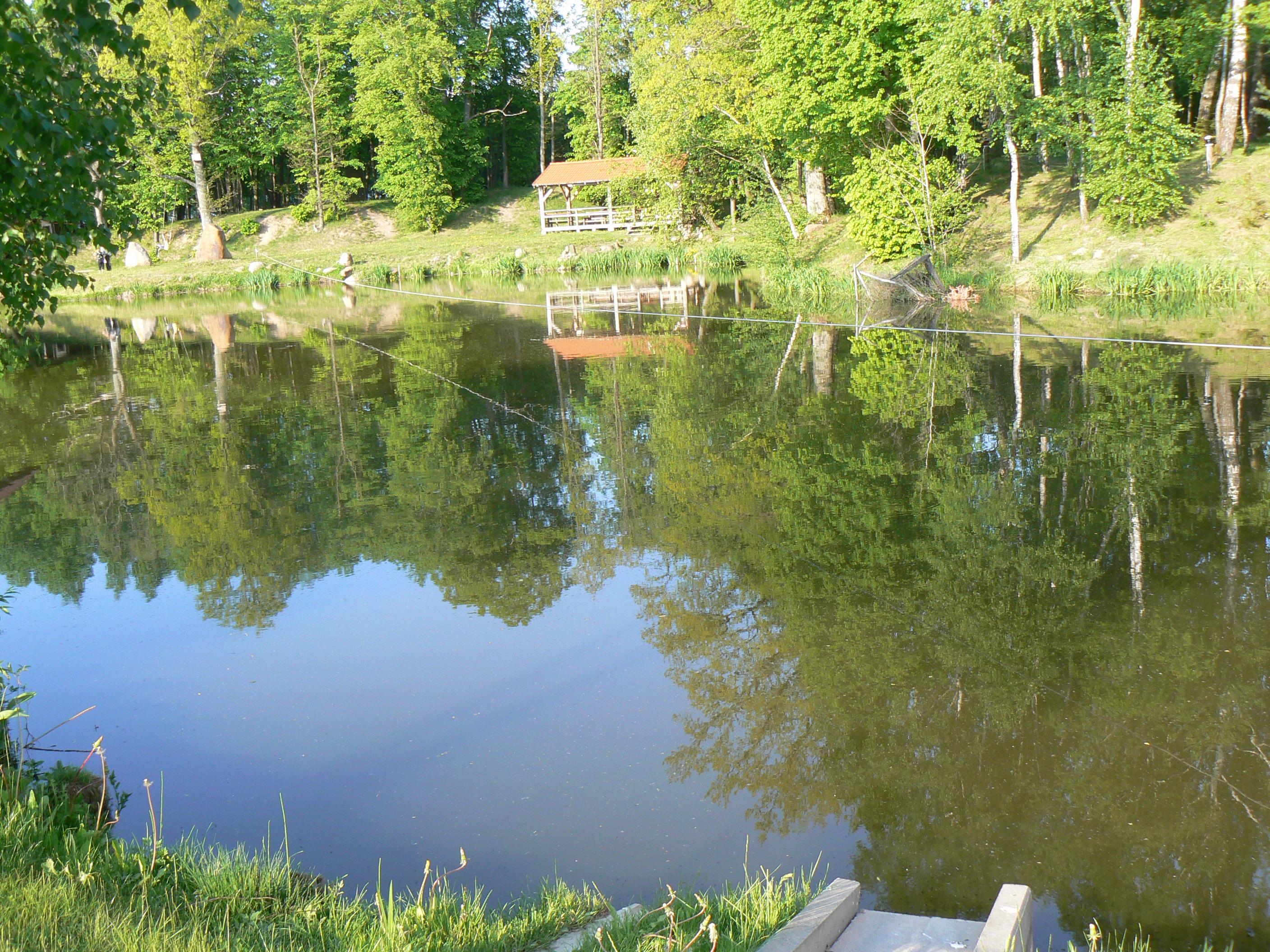
Rybník na území dvora Radailių dvaras

Župė je potok na západě Litvy (Klaipėdský kraj), v okrese Klaipėda. Je dlouhý 5,3 km, vlévá se do Eketė u vsi Radailiai, nedaleko proti proudu od rybníka jménem Laukžemių tvenkinys, 8 km od jejího ústí do Danė jako její pravý přítok. Teče převážně směrem jižním, místy jihozápadním. U vsi Radailiai protéká rybníčkem u dvora Radailių dvaras.